# Nenahnezad (Nuevo México)
Nenahnezad es un lugar designado por el censo ubicado en el condado de San Juan en el estado estadounidense de Nuevo México. En el Censo de 2010 tenía una población de 688 habitantes y una densidad poblacional de 75,19 personas por km².

## Geografía
Nenahnezad se encuentra ubicado en las coordenadas 36°44′8″N 108°25′31″O / 36.73556, -108.42528. Según la Oficina del Censo de los Estados Unidos, Nenahnezad tiene una superficie total de 9.15 km², de la cual 9.01 km² corresponden a tierra firme y (1.56%) 0.14 km² es agua.

## Demografía
Según el censo de 2010, había 688 personas residiendo en Nenahnezad. La densidad de población era de 75,19 hab./km². De los 688 habitantes, Nenahnezad estaba compuesto por el 2.62% blancos, el 0.15% eran afroamericanos, el 93.46% eran amerindios, el 0.15% eran asiáticos, el 0% eran isleños del Pacífico, el 0% eran de otras razas y el 3.63% pertenecían a dos o más razas. Del total de la población el 4.22% eran hispanos o latinos de cualquier raza.